# Louis Bastien (sportivo)
Eugène Louis Bastien (Parigi, 26 ottobre 1881 – Châteauroux, 13 agosto 1963) è stato un pistard e schermidore francese.
Partecipò ai Giochi olimpici 1900 di Parigi nella gara ciclistica di mezzofondo, in cui vinse la medaglia d'oro. Alle stesse Olimpiadi prese parte anche alla gara individuale di spada ma senza successo.

## Palmarès
Giochi olimpici, mezzofondo

## Piazzamenti

### Competizioni mondiali
- Giochi olimpici

Parigi 1900 - Mezzofondo: vincitore